# BF Copenhagen
BF Copenhagen var en eliteoverbygning til seks storkøbenhavnske basketballklubber; Alba, BMS, Farum, Herlev, Skjold Birkerød og Værløse. 
BF Copenhagen blev etableret før sæsonen 2002/2003 på basis af to elitesamarbejder, Værløse/Farum som vandt DM-guld for herrer i 2001/2002 og Herlev/BMS som vandt damernes DM i samme sæson. BF Copenhagen spillede sine hjemmekampe i Farum Arena og Herlevhallen og vandt både Landspokalturnering og DM for både herrer og damer i sin første sæson.

## Konkurs
Allerede i starten af den efterfølgende sæson måtte BF Copenhagen dreje nøglen om. Den 7. oktober 2003 indgav klubben konkursbegæring. Og dagen efter udsendte formanden, Helge Homann, en pressemeddelelse, hvor han oplyste, at klubben var blevet udsat for bedrageri fra direktørens side, hvilket havde undergravet det økonomiske fundament. Danmarks Basketball-Forbund (DBBF) tog umiddelbart konsekvensen og strøg klubben fra turneringen .
DBBF havde et betydeligt tilgodehavende hos BF Copenhagen og afkrævede de involverede klubber et beløb på 544.000 kr. Det endte dog med et forlig, hvor klubberne samlet betalte 130.000 kr.
I det hele taget kom både klubber, trænere og spillere i en alvorlig klemme pga. konkursen. Moderklubberne havde på baggrund af BF Copenhagens konstruktion kun sekundahold, dvs. at de ikke kunne være placeret højere end 2. Division, og måtte derfor til igen at arbejde sig op til elitestatus. Spillerne fik mulighed for at finde nye arbejdsgivere med 30 dages karantæne, som er det normale efter et klubskifte. Da det var et stykke inde i sæsonen, havde de øvrige eliteklubber dog allerede i vidt omfang brugt deres spillerbudgetter på deres eksisterende trupper. Det medførte bl.a., at Team FOG Næstved, som dengang spillede i den næstbedste række, kunne tegne kontrakt med montenegrineren Petar Popovic (gift med håndboldspilleren Bojana Popovic, som på det tidspunkt spillede for Slagelse DT).
I de efterfølgende retssager, bl.a. anlagt af konkursboets kreditorer, blev alene direktøren dømt, mens betyrelsesformanden og resten af bestyrelsen blev frikendt for ansvar i forbindelse med konkursen.

## Spillertrupperne i 2002/2003 sæsonen

### Herretruppen
Disse spillere deltog i den internationale turnering FIBA Challenge Cup:
| ' | Danmark    | Jesper Krone Rasmussen      |
| ' | Danmark    | Rasmus Rønholt              |
| ' | Danmark    | Niklas Rosendal-Jensen      |
| ' | Danmark    | Anders Ellegaard Wendt      |
| ' | Danmark    | Kristian Norsgaard Jakobsen |
| ' | Montenegro | Petar Popovic               |
| ' | Danmark    | Peter Johansen              |

| ' | Danmark | Jesper Hauge            |
| ' | Danmark | Jens Laulund            |
| ' | Danmark | Jesper Winther Sorensen |
| ' | USA     | Adrian Scott Smith      |
| ' | USA     | Jimmy Bridgers Moore    |
| ' | Danmark | Niels Bjerregaard       |

| ' | Danmark | Peter Freil (Coach)           |
| ' | Danmark | Christian Bagger (Ass. Coach) |
| ' | Danmark | Joachim Jerichow (Ass. Coach) |

### Dametruppen
Disse spillere deltog i den internationale turnering FIBA Europe Cup:
| ' | Danmark | Tenna Aastrup       |
| ' | Danmark | Charlotte Drejer    |
| ' | Danmark | Mette Schultz Haven |
| ' | Danmark | Anne Thorius        |
| ' | Danmark | Nanna Mitrovic      |
| ' | USA     | Ayana D'Nay Walker  |

| ' | Danmark   | Emilie Ramberg          |
| ' | Danmark   | Rikke Graae Jakobsen    |
| ' | Danmark   | Anna Nedovic            |
| ' | Danmark   | Tina Douglas-Pedersen   |
| ' | USA       | Kristeena Ann Alexander |
| ' | Sydafrika | Joanna Alison Smith     |

| ' | Danmark | Peter Aabling (Coach) |

## Deltagelse i internationale turneringer

### Herreholdet
BF Copenhagen overtog pladsen i FIBA Challenge Cup fra Danmarks Basketball-Forbunds hold Magic Great Danes, og deltog i sæsonen 2002/2003 i denne turnering: 
02.10.2002 vs Anwil Wloclawek (POL) 62-74 (ude) 

09.10.2002 vs MBC Odessa (UKR) 83-86 (ude) 

15.10.2002 vs EURAS Ekaterinburg (RUS) 60-61 (hjemme) 

22.10.2002 vs Tartu Rock (EST) 81-66 (hjemme) 

06.11.2002 vs Anwil Wloclawek (POL) 72-80 (hjemme) 

12.11.2002 vs MBC Odessa (UKR) 79-71 (hjemme) 

04.12.2002 vs EURAS Ekaterinburg (RUS) 68-59 (ude) 

11.12.2002 vs Tartu Rock (EST) 81-82 (ude) 

Det knebne nederlag i sidste kamp i Estland, betød at man lige præcis missede videre avancement i turneringen, som krævede en placering blandt de to bedste.
1. ANWIL WLOCLAWEK 8 8/0 666/537 16 

2. MBC ODESSA 8 4/4 655/686 12 

3. BF COPENHAGEN 8 3/5 586/579 11 

4. EURAS EKATERINBURG 8 3/5 567/589 11 

5. TARTU ROCK 8 2/6 589/672 10 

### Dameholdet
BF Copenhagens damehold deltog i samme sæson i FIBA Europe Cup:
30.10.2002 vs DKSK Miskolc (HUN) 72-93 (ude) 
 
06.11.2002 vs Chevakata Vologda (RUS) 76-80 (hjemme) 

12.11.2002 vs BG Dorsten (GER) 56-46 (hjemme) 

04.12.2002 vs DKSK Miskolc (HUN) 77-71 (hjemme) 

11.12.2002 vs Chevakata Vologda (RUS) 56-79 (ude) 

18.12.2002 vs BG Dorsten (GER) 60-61 (ude) 

Slutstillingen blev:

1. CHEVAKATA VOLOGDA 6 5/1 468/390 11 

2. DKSK MISKOLC 6 4/2 463/407 10 

3. BF COPENHAGEN 6 2/4 397/430 8 

4. BG DORSTEN 6 1/5 344/445 7 